# Erzwiesita
L'erzwiesita és un mineral de la classe dels sulfurs, que pertany al grup homòleg de la lil·lianita. Rep el nom de l'àrea d'Erzwies, a l'estat de Salzburg (Àustria), on va ser descoberta.

## Característiques
L'erzwiesita és una sulfosal de fórmula química Ag₈Pb₁₂Bi16S40. Cristal·litza en el sistema ortoròmbic.
L'exemplar que va servir per a determinar l'espècie, el que es coneix com a material tipus, es troba conservat al departament d'enginyeria i física dels materials de la Universitat de Salzburg, Àustria, amb el número d'espècimen 15009.

## Formació i jaciments
Va ser descoberta en una zona sense anomenar de l'àrea d'Erzwies, una antiga zona minera en la qual s'extreia or, situada a la vall de Gastein, a la serralada d'Alt Tauern, a l'estat de Salzburg, Àustria. Més tard, el 2017, també va ser descrita al districte de Kutná Hora, a la República Txeca. Amb aquesta trobada, són dos els únics indrets a tot el planeta on ha estat descrita aquesta espècie mineral a tot el planeta.